# Макроелемент
Макроелементите са химични елементи, съдържащи се в сравнително голямо количество в човешкото тяло. Към тази група спадат следните минерали: калций, натрий, фосфор, калий, магнезий и хлор.

## Калций
Той е необходим за оформяне на здрави кости, венци и зъби. Съдържа се в млечните продукти, морските храни и зеленчуците. Препоръчителната дневна доза е около 1,3 гр./ден.

## Натрий
Препоръчителната дневна доза е около 1,3 – 1,5 гр./ден.

## Фосфор
Необходим е за правилното функциониране на мозъка, бъбреците и съкращаването на сърдечния мускул. Съдържа се млечните продукти, яйцата, бобовите храни, месото, сушените плодове, и др. Препоръчителната дневна доза е оклоло 0,7 – 1,2 гр./ден.

## Калий
Калият е важен е за правилния сърдечен ритъм и функционирането на нервната система. Също така спомага за правилното съкращаване на мускулите, като едновременно с натрия контролира водния баланс в организма. Хранителни източници на са: месото, рибата, млечните продукти, бобовите растения, плодовете и зеленчуците. Препоръчителната дневна доза е около 4,7 гр./ден.

## Магнезий
Най-големи източници на магнезий са: млечните храни, рибата и месото. Препоръчителната дневна доза е около 0,3 – 0,4 гр./ден.